# Димитър Икономов (лекар)
Вижте пояснителната страница за други личности с името Димитър Икономов.
Димитър Иванов Икономов е български лекар.

## Биография
Роден е през 1877 г. в Сливен. Завършва Сливенската гимназия, след което учи медицина в Монпелие, Франция. След завръщането си в България става лекар в Сливен. През 1907 г. е училищен лекар при Софийските основни училища, а през 1912 г. помощник-началник на санитарното отделение при Софийска община. От 1924 до 1927 г. е придворен лекар. В периода 1934 – 1936 е директор на здравно-осигурителната дирекция. Главен инспектор при Главна дирекция на народното здраве и член на Висшия медицински съвет от 1943 г. Участва като санитарен офицер в Балканската и Първата световна война. Награден е за граждански заслуги. Умира през 1947 г.

## Дарителство
Приживе Димитър дарява на общината в Сливен сграда, в която да се настани домът за възрастни хора. Социалното заведение отваря врати през 1925 г.
На 1 октомври 1946 г. неговите сестри Мария М. Мавродиева и Щиляна Ив. Икономова в изпълнение на предсмъртното му желание и по своя воля изпращат на декана на Медицинския факултет на СУ 200 хил. лв. в облигации за образуване на фонд на името на д-р Д. И. Икономов. Те предоставят на университетските власти да определят целите, за които да се употребяват лихвите на фонда.
Съгласно волята му през 1946 г. е учреден още един фонд с капитал от 100 хил. лв. Той също носи неговото име и е в полза на Сливенската мъжка гимназия “Добри Чинтулов”.

## Архив
Личният му архив се съхранява във фонд 116К в Централен държавен архив. Той се състои от 121 архивни единици от периода 1865 – 1943 г.
Други:
- ДА–София, ф. 994 к, оп. 2, а.е. 140, л. 1–31; а.е. 142, л. 9; а.е. 159, л. 1–2;
- ДА–Сливен, ф. 80, оп. 2, а.е. 3, л. 29.